# NIPPONの楽しみ
『NIPPONの楽しみ』（ニッポンのたのしみ）は、嘉門タツオ（旧名・嘉門達夫）9枚目のオリジナル・アルバム。
1993年9月22日にビクターエンタテインメントから発売された。

## 概要
前作から1年振りに発売された。5枚の先行シングルに加え、過去作品リメイクや後に発売されるシングル曲のC/Wになる楽曲が多数収録。

## 収録曲
1. プロローグ
作詞：嘉門達夫
2. 怒りのグルーヴ
作詞・作曲：嘉門達夫、編曲：嘉門達夫&大名行列
後にシリーズ化され、1995年7月21日にシングルとして発売された「怒りのグルーヴ 〜震災篇〜」や、アルバム『伝家の宝刀』に収録された「怒りのグルーヴ 〜童謡篇〜」などがある。
3. お好み焼き
作詞：杉本つよし、作曲・編曲：嘉門達夫
4. ワンルームマンション 1
作詞・作曲：嘉門達夫、編曲：工藤隆
1994年2月2日に「マーフィーの法則」カップリング曲としてシングルカットされた。
5. ワンルームマンション 2
作詞・作曲：嘉門達夫、編曲：工藤隆
1994年2月2日に「マーフィーの法則」カップリング曲としてシングルカットされた。
6. おるならおーてみたい
作詞・作曲・編曲：嘉門達夫
ことわざを体現している人が実際にいたら会いたいと言う内容
7. フニクリフニクラ
作詞:嘉門達夫&ラジゴメオールスターズ、作曲：L.デンツァ、編曲：嘉門達夫&大名行列
8. さぶ〜〜
作詞：嘉門達夫&ヤンタンオールスターズ、作曲：工藤隆、編曲：嘉門達夫&大名行列
9. 娘の事情
作詞・作曲：嘉門達夫、編曲：工藤隆
10. なんなんだブギ
作詞・作曲：嘉門達夫、編曲：工藤隆
ちんぷんかんぷん等意味の分からない言葉を"なんなんだ"と問うだけの歌
11. 英会話教室
作詞：嘉門達夫・ラジゴメオールスターズ
1994年1月1日に「スモーキン・ブギ レディース」のカップリング曲としてシングルカットされた。
12. オーマイガー!! (スキスキお菓子バージョン)
作詞：嘉門達夫・ラジゴメオールスターズ、作曲・編曲：工藤隆
アルバム『宴』収録曲のリメイク。
13. ジミー&ハデー (お楽しみバージョン)
作詞・作曲：嘉門達夫、編曲：嘉門達夫&大名行列
アルバム『リゾート計画』収録曲のリメイク。
14. NIPPONのサザエさん (アルバムバージョン)
作詞・作曲：嘉門達夫、編曲：嘉門達夫&大名行列
先行シングル。
イントロ前のセリフがシングルヴァージョンと異なる（シングルヴァージョンが磯野フネ、アルバムヴァージョンが磯野カツオ）。
15. てな事言うてる女
作詞・作曲：嘉門達夫、編曲：工藤隆
16. Go! Go! スクールメイツ (何考えとんねんバージョン)
作詞：嘉門達夫、作曲：嘉門達夫・新田一郎、編曲：新田一郎、ブラスアレンジ：兼崎順一
シングル曲。進研ゼミ中学講座CMソング。
アルバム用に、全て歌詞を変更した。
17. 恋愛初期
作詞：嘉門達夫、作曲：風呂哲、編曲：工藤隆
18. 俺たち男だから
作詞・作曲・編曲：嘉門達夫
19. 頭ガーンガーンガーン
作詞・作曲・編曲：嘉門達夫
20. ショートソング
  - [自転車2]
  - [流し台]
  - [タコ焼き]
  - [生命の神秘]
  - [心当り]
  - [月見うどん]
  - [最近の君]
  - [うちのおばあちゃん]
  - [あの娘]
  - [ドレミ]
  - [面白半分]
  - [どうして]
  - [実況中継]

作詞：嘉門達夫・小林仁・桂雀々・中岡秀木、作曲・編曲:嘉門達夫
21. 地下鉄
作詞・作曲：風呂哲、編曲：工藤隆
22. 田中さん
作詞・作曲・編曲：嘉門達夫
23. シマイ!!
作詞・作曲・編曲：嘉門達夫

## 演奏[1]
- 嘉門達夫
  - ボーカル
  - ギター (#2.3.7.8.13.14.15.18.19.20.23)
  - パーカッション (#3.6.9.20)
  - おぼん・ゴミバコ他 (#19)
  - コーラス (#10)
- 新田一郎
  - チャイム (#1)
  - ラップマン (#17.19.23)
- 松村真吾
  - 生徒A (#1)
  - コーラス (#10)
- 風呂哲
  - 生徒B (#1)
  - 湯タンポ他 (#19)
  - コーラス (#10)
- 野沢大介
  - 生徒C (#1)
  - コーラス (#10)
- 清水伸吾
  - ベース (#2.7.8)
  - パーカッション (#13)
  - アコースティックギター (#14)
  - コーラス (#8)
- 山際築
  - キーボード (#2.7.8.13)
  - アコースティックギター (#14)
  - コーラス (#8)
- 中村雅都
  - ヴァイオリン (#2.7.8.13)
  - アコースティックギター (#14)
  - コーラス (#8)
- 渡辺直樹：ベース (#4.5.9.10.16)
- 岡本郭男：ドラムス (#4.5.9.10)
- 今泉敏郎：キーボード (#4.5.9.10.15.16.21.22)
- 笛吹利明：アコースティックギター (#4.5.9.10)
- 東京混声合唱団：コーラス (#7)
- 梶原順：ギター (#9.10.17)
- 浜口茂外也：パーカッション (#10.21)
- 山際祥子、河合夕子、木村真紀：コーラス (#10.16)
- 田村充義：コーラス (#10)
- David S. Hewet：先生 (#11)
- 工藤隆：コーラス、オペレーター (#12)
- 角田順：ギター (#16)
- 渡嘉敷祐一：ドラムス (#16)
- 篠崎グループ：ストリングス (#16)
- 新倉良美、下成佐登子：コーラス (#16)
- 兼崎順一セクション：ブラス (#16)
- 長岡道夫：ベース (#17)
- 島村英二：ドラムス (#17)
- 小池弘之ストリングス：ストリングス (#17.21)
- 谷康一：アコースティックギター (#17.21)